# Otanthera luzoniensis
Otanthera luzoniensis är en tvåhjärtbladig växtart som först beskrevs av Eduardo Quisumbing y Argüelles och Elmer Drew Merrill, och fick sitt nu gällande namn av Carlo Hansen. Otanthera luzoniensis ingår i släktet Otanthera och familjen Melastomataceae. Inga underarter finns listade i Catalogue of Life.